# امكاصة (بوحلو)
امكاصة هي إحدى مشيخات المملكة المغربية، تتبع جغرافيا لإقليم تازة وإداريًا لبوحلو. يقدر عدد سكانها بـ 3959 نسمة حسب الإحصاء الرسمي للسكان والسكنى لسنة 2004.